# Eurithia flavipennis
Eurithia flavipennis là một loài ruồi trong họ Tachinidae.